# Variations sur un thème original (d'une nature excessivement désastreuse)
Les Variations sur un thème original (d'une nature excessivement désastreuse) (en anglais Variations in D flat major on an original theme (of an exceeding [sic !] dismal nature)) est un thème et variation pour piano de la compositrice britannique Ethel Smyth, composé en 1877.

## Contexte et création
Ethel Smyth compose ce thème et variation avec un sous-texte narratif. En effet, elle fait référence à un accident d'équitation, dans lequel Ethel Smyth aurait basculé au bas d'une cascade. Dans le manuscrit, on trouve en effet un petit dessin où deux bras émergent d'un plan d'eau au bas d'une cascade.

## Structure
L'œuvre comprend un thème et huit variations :
1. Thema. Ruhing à 
 
 en ré bémol majeur ;
2. Var. I. Allegro à 
 
 en ré bémol majeur ;
3. Var. II. Quasi maestoso à 
 en do dièse mineur ;
4. Var. III. Lento à  en ré bémol majeur ;
5. Var. IV. Allegro (à la Phyllis) à 
 en fa dièse mineur ;
6. Var. V. Andante con moto à 
 en sol bémol majeur ;
7. Var. VI. Adagio à  en do dièse mineur ;
8. Var. VII. Presto. Wild und stürmisch à 
 en do dièse mineur ;
9. Var. VIII und Finale. Allegro con brio à  en ré bémol majeur.

## Analyse
La quatrième variation est dédiée « à la Phyllis », qui était la jument d'Ethel Smyth. Les accords joués abruptement suggèrent une fin de chevauchée qui a dû l'être tout autant.